# Mätäjoki
Le Mätäjoki (en français : fleuve pourri) , est un fleuve situé dans le territoire des municipalités  d'Helsinki et de Vantaa et qui se jette dans la baie Iso Huopalahti de la mer baltique.

## Géographie
Son bassin versant est de 24,4 km2. 
En été, de l'eau supplémentaire y est détournée de l'aqueduc du Päijänne via le lac artificiel de Silvola pour maintenir un débit suffisant de 55 litres par seconde. De nos jours, presque toutes les eaux pluviales du bassin versant, c'est-à-dire les eaux de pluie des rues, sont déviées vers Mätäjoki par des cours d'eau secondaires.
Les principaux affluents du Mätäjoki sont Pajamäenoja, Lassilanoja, Konalanoja, Malminkartanonoja et Hakuninmaanoja.
De nombreux rossignols prognés vivent le long des rives du Mätäjoki.
Il y a aussi beaucoup d'oiseaux aquatiques, comme le canard morillon, le garrot à œil d'or et le canard siffleur. De nombreux grands campagnols vivent aussi autour du Mätäjoki. 
La végétation du Mätäjoki est caractérisée par des aulnes noirs et des saules s'élevant directement de l'eau. 
Sur les rives il y a des merisiers à grappes et des épicéas communs. 
Le frêne commun pousse également à certains endroits dans les plaines inondables humides.

## Histoire

### Le lit du Vantaanjoki
Le Mätäjoki prend sa source dans le marais Kaivokselka de Vantaa, qui a été transformé en réserve naturelle en 2004, et se jette dans la baie Iso Huopalahti à Tali.
Le Vantaanjoki s'écoulait dans long du lit actuel du fleuve Mätäjoki jusqu'à la mer. 
Le fleuve Vantaanjoki, qui commence au Salpausselkä a été créé lorsque la croûte terrestre a émergé de la mer à Littorines, prédécesseur de la mer Baltique. Pendant quelques milliers d'années, la rivière Vantaanjoki a coulé à l'ouest de Kaivokselka et dans la mer à l'actuel Pitäjänmäki. 
La surrection et l'émergence des rochers ont fait que le fleuve a commencé à contourner l'éminence rocheuse par son côté est. 
Enfin, en quelques centaines d'années, le flux vers l'est a augmenté et Vantaanjoki et Keravanjoki ont conflué à la Paroisse rurale d'Helsinki.

### Le pont du Piijoki
Dans le cadre des projets de développement régional Haaga-Vantaa, le pont ferroviaire du Piijoki a été construit dans la vallée de Mätäjoki jusqu'au chemin de fer de Martinlaakso.
Le nom Mätäjoki ne correspondait pas à l'idéal urbain, c'est pourquoi il a été décidé de le nommer Piijoki,.
La ligne Helsinki-Turku traverse aussi le Mätäjoki à Pitäjänmäki.

## Galerie

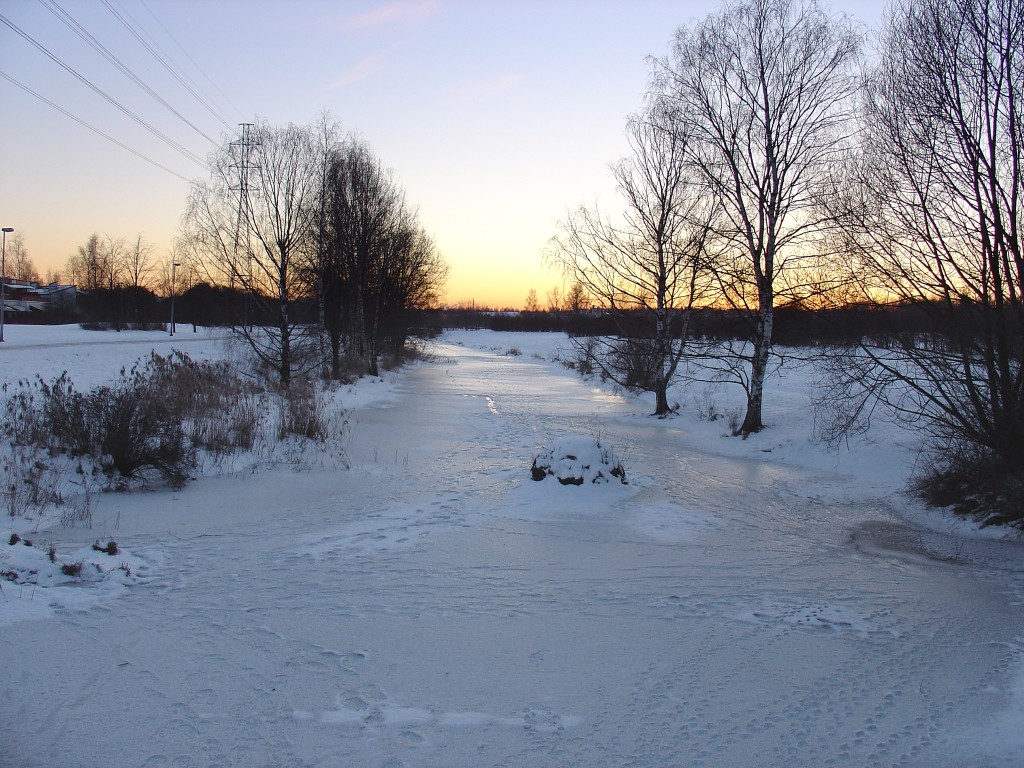
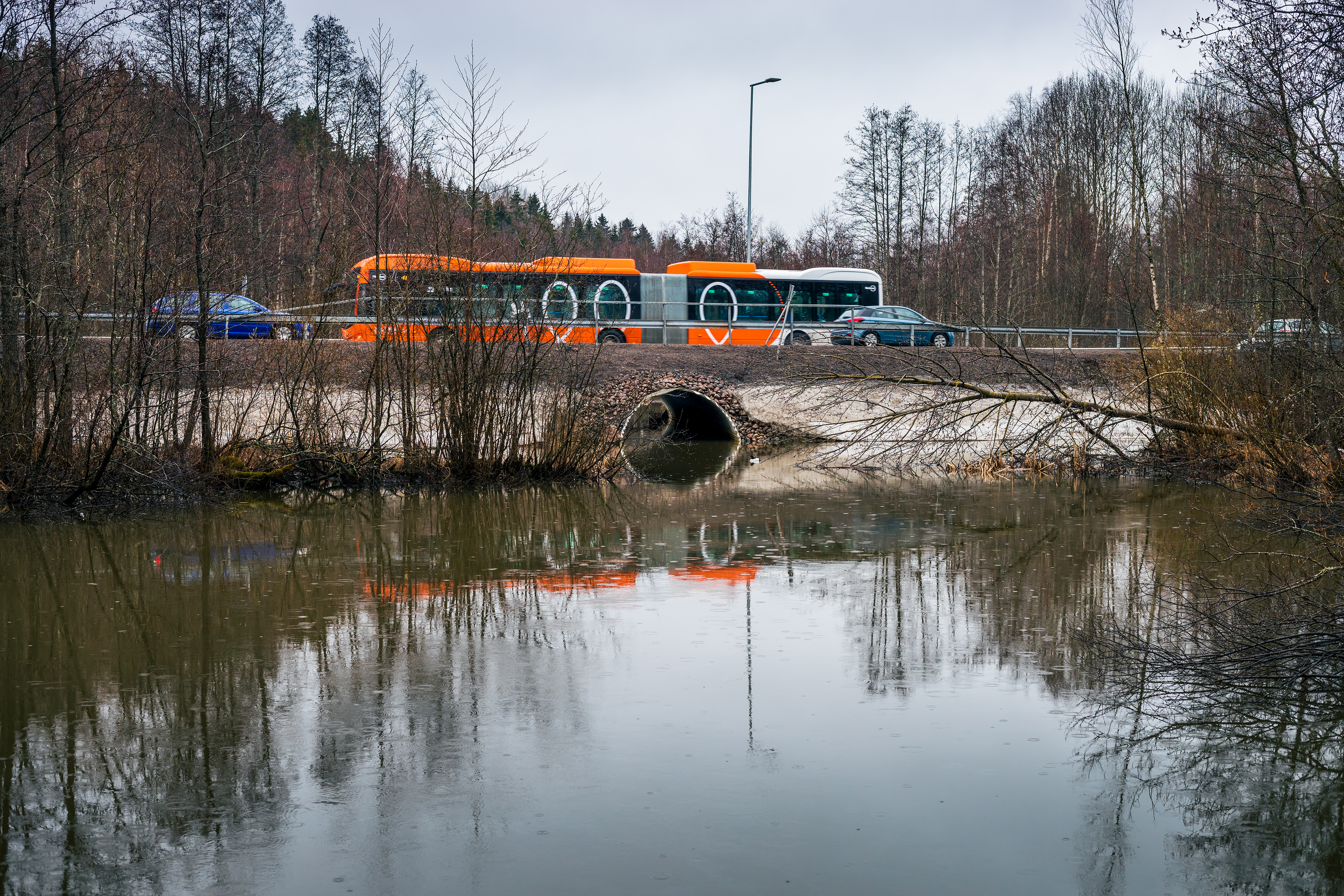
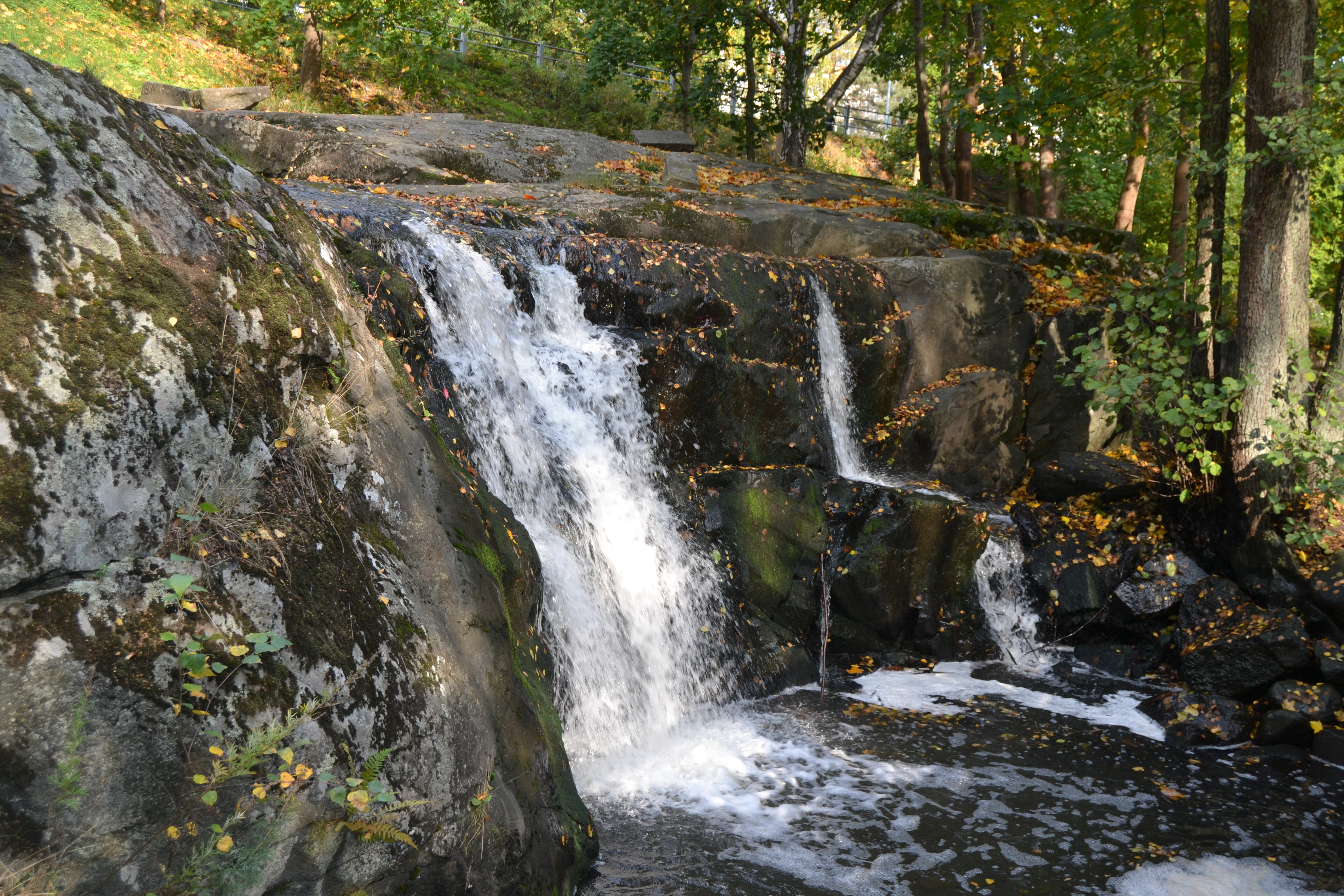